# Giro del Belgio 1914
Il Giro del Belgio 1914, settima edizione della corsa, si svolse in sette tappe tra il 28 aprile e il 10 maggio 1914 per un totale di 2089 km e fu vinto dal belga Louis Mottiat.
La gara fu organizzata dal quotidiano La Dernière Heure.

## Tappe
| Tappa  | Data      | Percorso               | km   | Vincitore di tappa | Leader cl. generale |
| ------ | --------- | ---------------------- | ---- | ------------------ | ------------------- |
| 1ª     | 28 aprile | Bruxelles > Anversa    | 313  | Marcel Buysse      |                     |
| 2ª     |           | Anversa > Ostenda      | 285  | Louis Mottiat      |                     |
| 3ª     |           | Ostenda > Dinant       | 300  | Louis Mottiat      |                     |
| 4ª     |           | Dinant > Namur         | 323  | Hector Heusghem    |                     |
| 5ª     |           | Namur > Lussemburgo    | 312  | Louis Mottiat      |                     |
| 6ª     |           | Lussemburgo > Verviers | 265  | Odile Defraye      |                     |
| 7ª     | 10 maggio | Verviers > Bruxelles   | 292  | Louis Mottiat      | Dieudonné Gauthy    |
| Totale | Totale    | Totale                 | 2089 |                    |                     |

## Classifiche finali

### Classifica generale
| Pos. | Corridore       | Squadra       | Tempo      |
| ---- | --------------- | ------------- | ---------- |
| 1    | Louis Mottiat   | Alcyon        | 74h09'50"  |
| 2    | Jean Rossius    | Alcyon        | a 25'06"   |
| 3    | Paul Deman      | Alcyon        | a 28'41"   |
| 4    | Odile Defraye   | Alcyon        | a 28'49"   |
| 5    | Léon Scieur     | Thormann-Soly | a 54'44"   |
| 6    | Lucien Buysse   | Alcyon        | a 55'35"   |
| 7    | André Blaise    | Automoto      | a 1.06'33" |
| 8    | Jacques Coomans | Thormann-Soly | a 1.08'31" |
| 9    | Victor Dethier  | Peugeot       | a 2.01'50" |
| 10   | Hector Heusghem | Peugeot       | a 2.11'39" |